# Domenico Pellegrino
Domenico Pellegrino, detto Mimmo (Pescolanciano, 6 febbraio 1927 – Pescolanciano, 7 febbraio 2019), è stato un politico italiano.

## Biografia
Nato a Pescolanciano nel 1927, svolse la professione di medico chirurgo.
Iscritto al Partito Comunista Italiano, fu eletto al consiglio provinciale del Molise e al consiglio regionale nella prima legislatura del 1970. Fu per molti anni consigliere provinciale di Isernia e assessore provinciale alla cultura dal luglio 1990 al maggio 1995.
Dopo la dissoluzione del PCI aderì al Partito Democratico della Sinistra, poi Democratici di Sinistra. L'8 maggio 1995 venne candidato per i democratici alla carica di presidente della Provincia di Isernia, per la prima volta eletto direttamente dai cittadini. Al primo turno del 23 aprile ottenne il 19,6% dei voti, contro il 40,1% del favorito Giovanni Petrollini di Alleanza Nazionale, accedendo al ballottaggio dove riuscì ad avere la meglio sullo sfidante con il 53,5% delle preferenze, grazie all'apparentamento con il Patto dei Democratici, i Popolari e Rifondazione Comunista. Candidato per un secondo mandato da presidente nel 1999, venne sconfitto al secondo turno dallo sfidante Raffaele Mauro del centro-destra. Nel corso del suo mandato si occupò della valorizzazione dei siti archeologici del territorio, culminata con l'istituzione del museo nazionale del Paleolitico.
Dal 2004 al 2009 è stato consigliere a Pescolanciano con una lista civica. Morì il 7 febbraio 2019, il giorno dopo avere compiuto novantadue anni.